# Sals de rehidratació oral
Les sals de rehidratació oral (SRO) són un compost de sals que s'administra en casos de deshidratació. La seva distribució ha estat promocionada per l'Organització Mundial de la Salut (OMS), principalment en països pobres on la infraestructura higiènica i sanitària és deficient. En aquests llocs una de les majors causes de mort entre infants menors de cinc anys és la deshidratació provocada per la diarrea.
La teràpia de rehidratació oral també es pot donar mitjançant una sonda nasogàstrica. La teràpia rutinàriament inclou l'ús de suplements de zinc. L'ús de la teràpia de rehidratació oral disminueix el risc de mort per diarrea en un 93%.
L'OMS ja ha recomanat una solució rehidratant en forma de sobres que es ven a farmàcies. Es fica un sobre en un litre d'aigua.

## Contingut mitjà
- 3,5 g de clorur de sodi
- 2,5 g de hidrogencarbonat de sodi (o 2,9 g de citrat de sodi dihidrat)

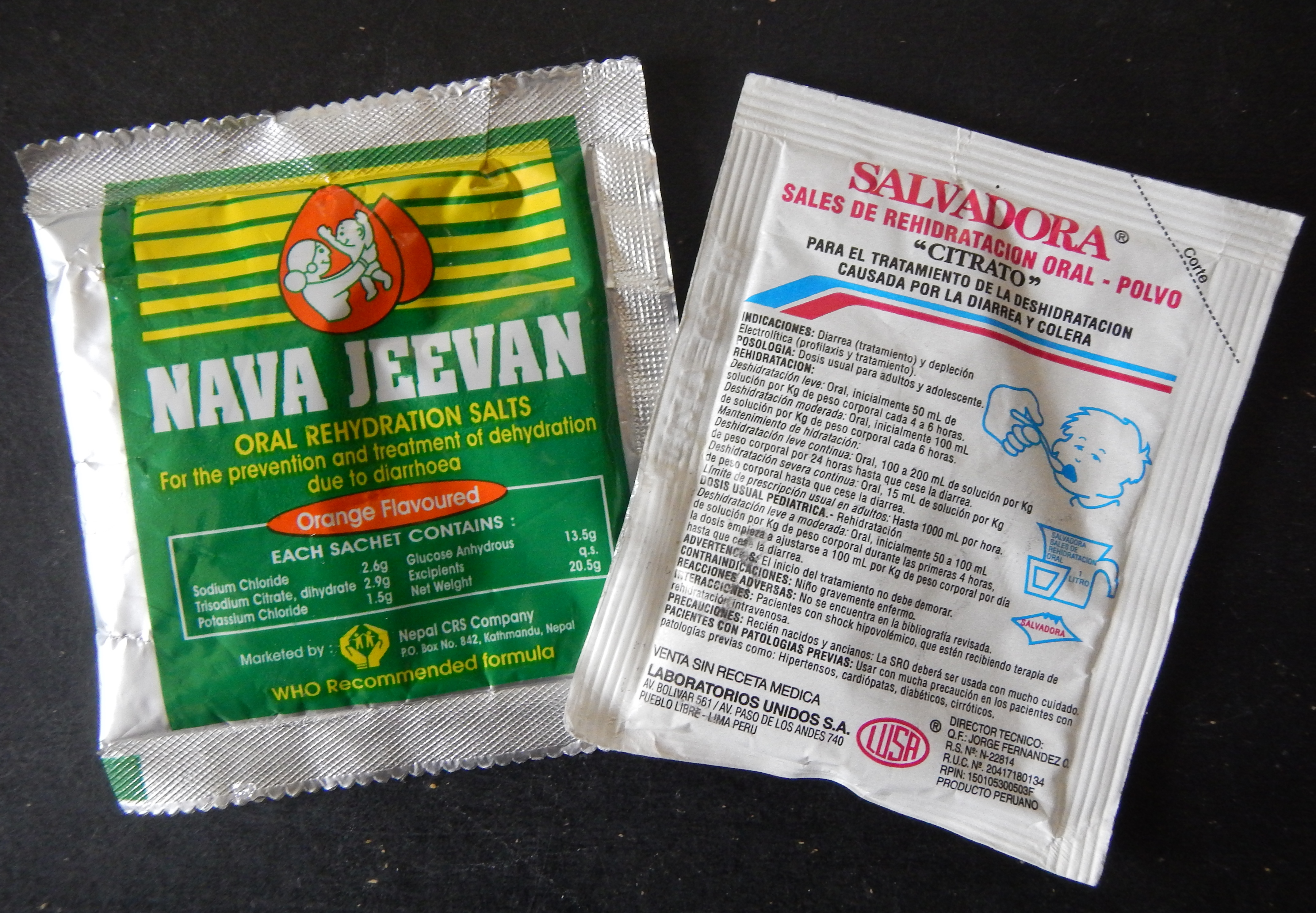
Dos sobrets contenint sals de rehidratació oral; un elaborat al Nepal (esquerra) i l'altre al Perú.

- 1,5 g de clorur potàssic
- 20 g de glucosa anhidra